# 台湾首府大学

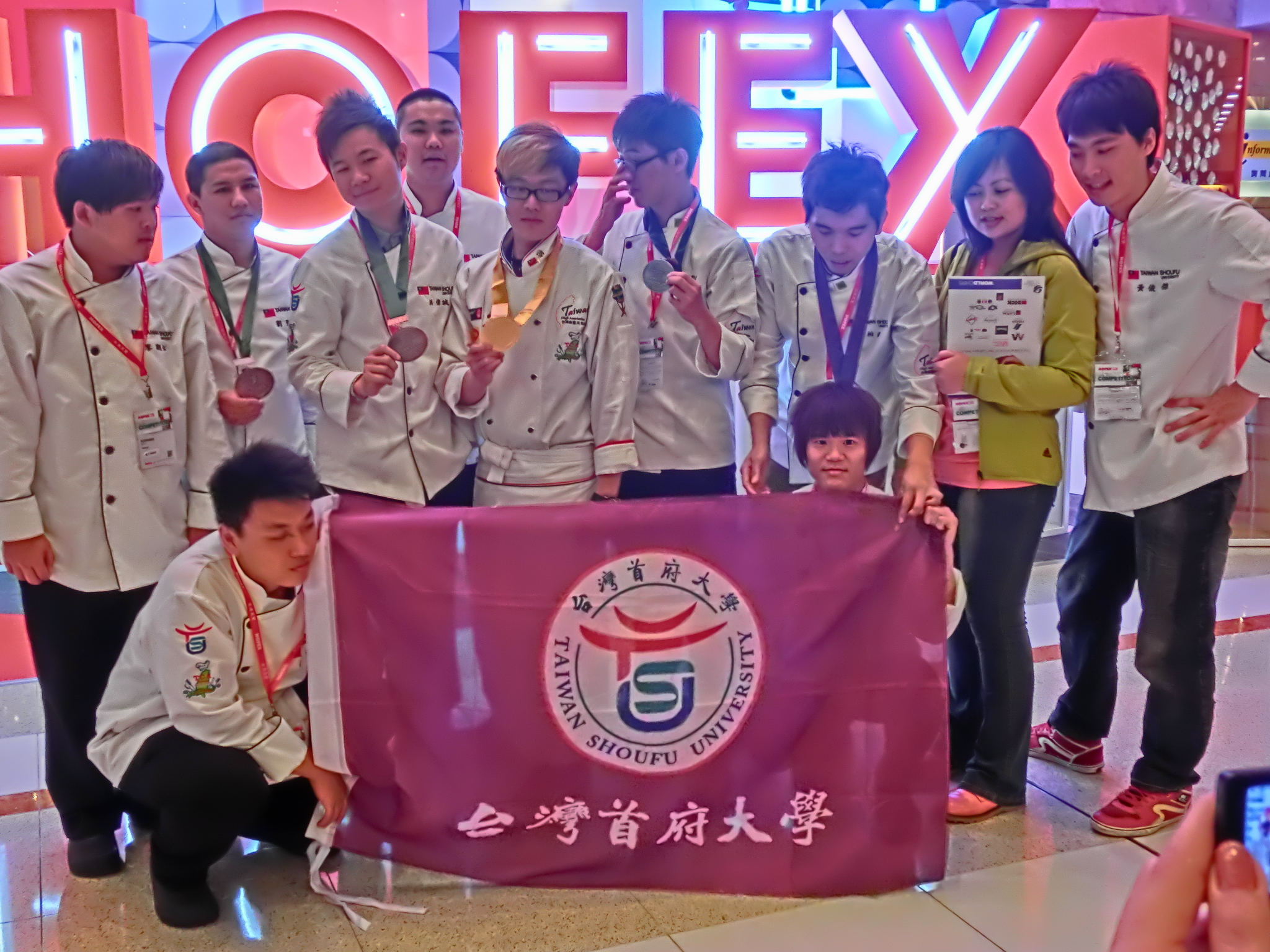
台湾首府大学

台湾首府大学（たいわんしゅふだいがく、Taiwan Shoufu University）は、台湾の台南市にある私立大学である。5つ星ホテルを運営しており、特にレジャー産業関係の専攻学生の実習の場にもなっている。

## 歴史
2000年に「致遠管理学院」が設立され、2010年には「台湾首府大学」と改称した。

## 組織
- 人文教育学部
  - 教育研究所
  - 幼児教育学科
  - 応用外国語学科（英語組；日語組）
  - 人文教育研究センター

- 管理学部
  - 企業管理学科
  - 情報管理学科
  - 財務金融学科
  - 医療事務管理学科
  - 観光レジャー学科
  - 旅行ホテル業管理学科
  - レジャー事業管理発展センター

- 科学技術学部
  - 建築管理学科
  - 環境資源学科
  - 工業工学管理学科
  - 情報管理学科
  - インターネット通信学科
  - テクノロジー応用センター

- 蓮潭国際文教会館（中国語版） (5つ星の高級ホテル)